# Olle Andersson (gångare)
Olle Andersson (senare Elvland), född 28 juni 1919, död (uppgift saknas), var en svensk friidrottare med gång som huvudgren. Under sin aktiva tid satte Andersson flera svenska rekord och 1 världsrekord.

## Meriter
Olle Andersson tävlade för Idrottsklubben Stockholms Målares IK och senare för Stockholms GK, han tävlade främst i gång 25 km individuellt, men även i andra distanser och i lagtävlingar.
1942 tog Andersson sin första SM-titel då han vann gång 25 km i lag (med R. Bjurström, S. Thorhammer och Olle Andersson som tredje löpare.)
1944 låg Andersson på top 10 Världsårsbästa-lista i flera gånggrenar.
1945 vann Andersson ett tävlingslopp på gång 2 timmar med en sträcka på 25 531 meter vid tävlingar i Stockholm den 15 september. Segertiden var både Europa-rekord och officiellt Världsrekord i grenen.
1945 blev Andersson även svensk mästare individuellt i gång 25 km på bana och i lag gång 25 km vid SM i Örebro den 23 september. Samma år tilldelades han Svenska Gång- och Vandrarförbundets hederstecken.
1947 tog han silvermedalj i gång 10 km vid SM i Stockholm den 31 augusti.